# Sardia vindex
Sardia vindex är en insektsart som beskrevs av Ronald Gordon Fennah 1969. Sardia vindex ingår i släktet Sardia och familjen sporrstritar. Inga underarter finns listade i Catalogue of Life.